# Organo della chiesa di Grasberg

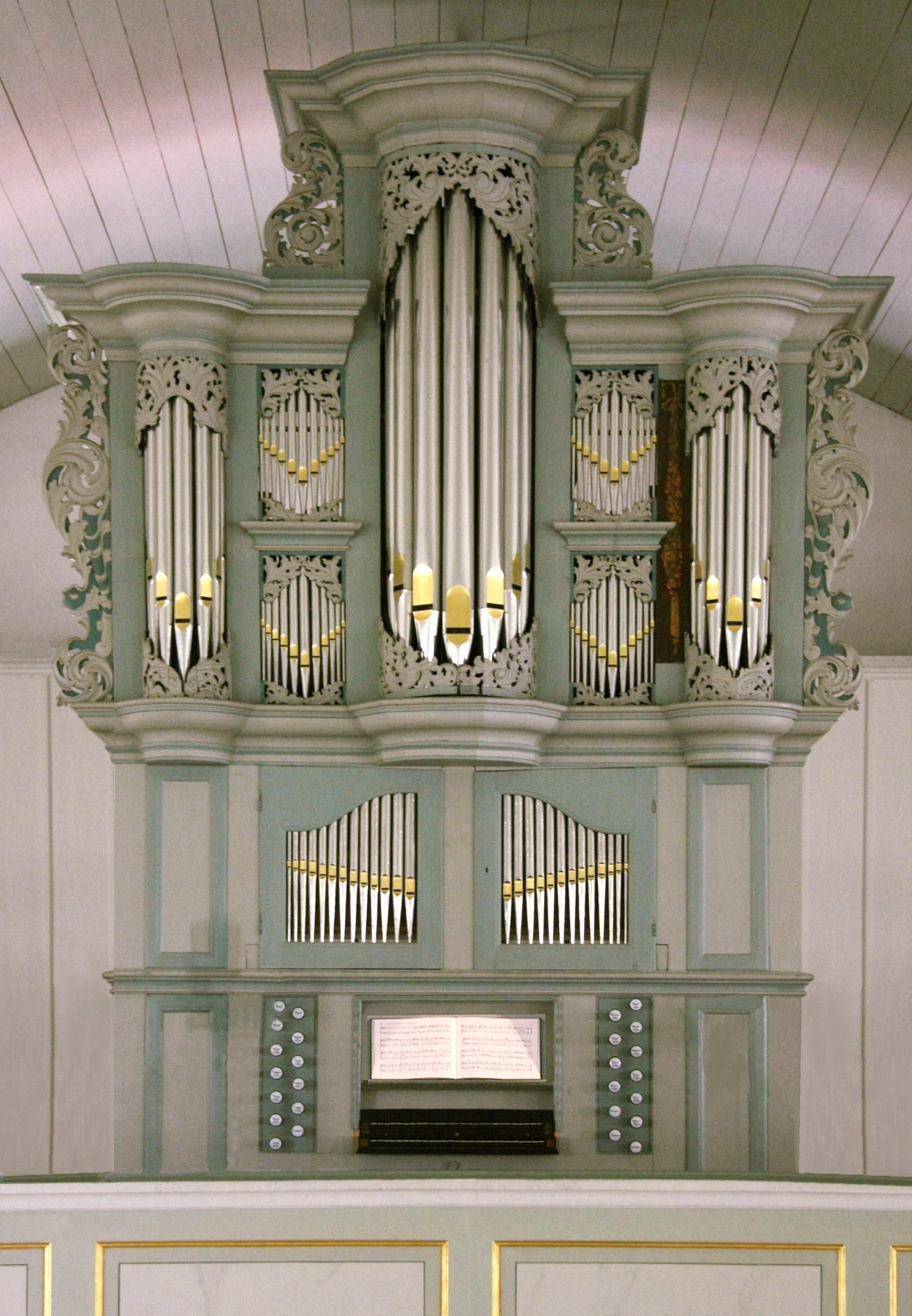
L'organo della chiesa di Grasberg.

Con organo della chiesa di Grasberg ci si riferisce a un organo monumentale costruito a Grasberg, in Germania.

## Storia
Fra il 1693 e il 1694 Arp Schnitger realizzò un organo da due manuali e pedaliera per la chiesa dell'orfanotrofio di Amburgo, ricevendo 650 talleri come compenso per il suo lavoro. Il collaudo del nuovo strumento venne effettuato da Johann Adam Reincken. Nel 1788, quando l'orfanotrofio venne demolito, l'organo fu venduto alla cittadina di Grasberg e Georg Wilhelm Wilhelmy lo montò all'interno della chiesa locale. Wilhelmy, inoltre, realizzò una nuova catenacciatura, nuovi manuali e aggiunse un posaune da 16'.
Nel 1826 vennero pagati 442 talleri a Johann Georg Wilhelm Wilhelmy, figlio di Georg Wilhelm, per alcune riparazioni allo strumento, rimasto danneggiato a seguito del crollo del tetto della chiesa.  Georg Wilhelm Wilhelmy, inoltre, eseguì altre riparazioni nel 1826. Johann Heinrich Rohdenburg, nel 1862, eliminò il nazardo da 2' 2/3 e la sesquialtera, sostituendoli con una viola da gamba da 8' e un bordone da 16'. Nel 1917, durante la prima guerra mondiale, le canne della facciata furono confiscate per essere fuse a scopi bellici.
Un primo restauro venne effettuato dalla Orgelwerkstatt Schindler nel 1930-1931, seguito da un intervento di Paul Ott nel 1950. Ott, tuttavia, alterò pesantemente l'impostazione barocca originaria dello strumento, alterandone significativamente le caratteristiche. Fra il 1980 e il 1985 l'organo venne restaurato filologicamente dai fratelli Hillebrand, i quali riportarono lo strumento alle sue condizioni originarie del 1694.
Fra il 1988 e il 1989, a causa di alcuni lavori di restauro all'interno della chiesa, l'organo venne momentaneamente spostato presso il vicino monastero di Rinteln.

## Caratteristiche tecniche
Attualmente l'organo è a trasmissione interamente meccanica, l'aria è prodotta da tre mantici a cuneo, la pressione del vento è di 66 mm in colonna d'acqua, il corista del La corrisponde a 466 Hz e il temperamento è il Neidhardt III. La disposizione fonica è la seguente:
| Primo manuale - Hauptwerk |       |   |
| Principal                 | 8'    | H |
| Rohrfloit                 | 8'    | S |
| Octav                     | 4'    | S |
| Nasat                     | 3'    | H |
| Octav                     | 2'    | S |
| Sesquialtera              | II    | H |
| Mixtur                    | IV-VI | S |
| Trommet                   | 8'    | S |

| Secondo manuale - Brustwerk |        |   |
| Gedackt                     | 8'     | S |
| Rohrfloit                   | 4'     | S |
| Waldfloit                   | 2'     | S |
| Quint                       | 1' 1/3 | S |
| Scharff                     | IV     | S |
| Dulcian                     | 8'     | S |

| Pedal   |     |   |
| Supbaß  | 16' | S |
| Gedact  | 8'  | S |
| Octave  | 4'  | S |
| Mixtur  | IV  | H |
| Posaune | 16' | W |
| Trommet | 8'  | S |
| Cornett | 2'  | H |

| Accessori |
| Tremulant |

S = Arp Schnitger (1693-1694).
W = Georg Wilhelm Wilhelmy (1788).
H = Fratelli Hillebrand (1980-1985).